# Paul Koch
Paul Koch (7 juni 1966) is een voormalig voetballer uit Luxemburg. Hij speelde als doelman gedurende zijn carrière. Koch beëindigde zijn loopbaan in 1999 bij F91 Dudelange.

## Interlandcarrière
Koch kwam in totaal 32 keer uit voor de nationale ploeg van Luxemburg in de periode 1990-1998. Onder leiding van bondscoach Paul Philipp maakte hij zijn debuut op 28 maart 1990 in de vriendschappelijke wedstrijd tegen IJsland, die met 2-1 werd verloren. Ook verdediger Frank Goergen maakte in die wedstrijd voor het eerst zijn opwachting in de nationale A-ploeg van het groothertogdom. Zijn 32ste en laatste interland speelde Koch op 18 november 1998 in Luxembourg tegen België (0-0).

## Erelijst
Avenir Beggen
- Landskampioen

1993, 1994
- Beker van Luxemburg

1992, 1993, 1994
 CS Grevenmacher
- Beker van Luxemburg

1995, 1998